# Tiromancino
I Tiromancino sono un gruppo musicale italiano di Roma, storicamente guidato da Federico Zampaglione. La loro musica è improntata alla commistione tra forma canzone e, rispetto alla musica leggera italiana, ricerca di sonorità non convenzionali, che toccano il rock alternativo, l'elettronica e il folk. All'epoca della pubblicazione del loro primo album, Tiromancyno, erano chiamati, appunto, con quel nome.

## Storia
Il gruppo è stato fondato nel 1989 dal cantante Federico Zampaglione, che rappresenta l'anima di un gruppo che non ha una formazione fissa.

### I primi anni: daTiromancynoaRosa spinto(1992-1998)
Durante gli anni novanta pubblicano quattro album, nell'ordine: Tiromancyno (1992) (che è anche il nome del gruppo, fino a questo disco), Insisto (1994), Alone alieno (1995) e Rosa spinto (1997). Già nei loro primi lavori si nota una spiccata attenzione verso sonorità sofisticate; il suono delle chitarre acustiche viene molto esaltato e si mischia all'uso di campionatori e strumenti elettronici affidati a Francesco, il fratello di Federico, dando così vita ad un sound caldo che rimane fino ad oggi distintivo della band. Durante i loro primi 10 anni di attività cominciano a godere di una relativa fama, alla cui crescita contribuiscono collaborazioni di rilievo sia in ambito musicale (apertura del tour europeo dei Morcheeba) che nei loro videoclip (Ferzan Özpetek, Valerio Mastandrea, Paola Cortellesi).
Nel 1992 e nel 1993 sono il gruppo di apertura del Ci vuole un fisico bestiale Tour 1992 e del Ci vuole un fisico bestiale Tour 1993 Europa di Luca Carboni.

### Il successo conLa descrizione di un attimoe lo "scioglimento" (2000-2001)
La svolta per il gruppo coincide con l'incisione del quinto lavoro La descrizione di un attimo e con l'arrivo di Riccardo Sinigallia, che ha aggiunto un tocco definito "magico" da Federico Guglielmi. Il disco contiene la canzone Strade, con cui partecipano al Festival di Sanremo, e il brano Due destini, inserito nella colonna sonora del film di Ferzan Özpetek Le fate ignoranti.
Nel 2001 la band si scioglie: secondo quanto dichiarato da Federico Zampaglione, lo scioglimento è dovuto a delle divergenze tra i componenti in un periodo di grande stress; Federico continua il tour ingaggiando alcuni turnisti. In un'intervista, Riccardo Sinigallia ha sostenuto che invece sarebbero stati i discografici a convincere Federico Zampaglione a non curarsi degli altri membri del gruppo, causandone lo scioglimento.

### DaIn continuo movimentoaIl suono dei chilometri, la consacrazione (2002-2008)
Nel 2002 viene pubblicato In continuo movimento, che contiene il pluripremiato singolo Per me è importante, rimasto a lungo primo in classifica.
Nel 2004 esce l'album Illusioni parallele, in cui Zampaglione continua a dimostrare la sua grande abilità di cantautore; anche in questo disco Federico Zampaglione mostra un'ottima capacità compositiva che si fonde ad un bagaglio musicale amplissimo. Il brano Imparare dal vento è uno dei due temi musicali principali del film di Luca Lucini L'uomo perfetto.
Nel 2005 esce la raccolta 95-05, contenente essenzialmente brani provenienti dagli album pubblicati tra il 2000 e il 2004 e due canzoni dell'album Alone Alieno riarrangiate per l'occasione. Completano la raccolta due inediti e la cover di Com'è profondo il mare cantata con lo stesso Lucio Dalla e precedentemente pubblicata nella colonna sonora del film Paz!.
Nel marzo 2007, anticipato dal singolo omonimo, viene pubblicato l'album L'alba di domani contenente otto brani inediti e tutta la colonna sonora di Nero bifamiliare, film scritto e diretto dallo stesso Zampaglione. Il disco nasce dalla prima coproduzione dall'etichetta discografica di Zampaglione (Deriva Production) e vede, tra gli altri, le collaborazioni artistiche di Francesco e Domenico Zampaglione (fratello e padre di Federico) e Claudia Gerini.
Il 6 gennaio 2008 viene annunciata la loro partecipazione al Festival di Sanremo con la canzone Il rubacuori, il cui testo si concentra sul tema dei licenziamenti collettivi: il brano suscita molte polemiche nell'ambiente discografico della band tanto che la EMI si rifiuta di iscrivere la canzone al Festival e il gruppo, per potervi partecipare, si vede costretto a rompere il proprio contratto con la stessa casa discografica. Il rubacuori, insieme al singolo Quasi 40, sarà uno dei due inediti del nuovo disco live in uscita nella primavera 2008 dal titolo Il suono dei chilometri.
A settembre 2008 ricevono il Riccio d'Argento per i "migliori testi dell'anno", oscar del live d'autore della rassegna Fatti di Musica ideata e diretta da Ruggero Pegna e giunta alla XXII edizione. Questa la motivazione del riconoscimento da parte della giuria della rassegna, composta da promoter musicali e giornalisti: "Per la capacità di affrontare temi scottanti ed attuali, insoliti per la musica popolare italiana, riuscendo a coniugarli con composizioni di grande impatto ed eleganza, conquistando anche i consensi del pubblico oltre a quelli della critica. Uno straordinario successo in linea con i contenuti e l'impegno sociale ed umanitario della migliore musica d'autore italiana."

### DaL'essenzialeaFino a qui(2010-2018)
Il 26 ottobre 2010 i Tiromancino tornano con un nuovo disco di inediti dal titolo L'essenziale, anticipato dall'omonimo singolo e registrato tra Italia (Roma e Cortale) e Stati Uniti (Los Angeles). L'album, mixato agli studi Henson di Hollywood, è coprodotto dal bassista Saverio Principini e vede la collaborazione di musicisti della scena di Los Angeles, quali Simone Sello alle chitarre e Matt Laug alla batteria. All'album segue L'essenziale tour che vede in alcune tappe anche la presenza di Noemi e Giuliano Sangiorgi dei Negramaro.
Solo nel 2014, con l'album Indagine su un sentimento, i fratelli Zampaglione ricominciano a lavorare insieme su un intero disco: Federico infatti firmerà tutti i pezzi mentre Francesco si occuperà del sound del gruppo e firmerà la produzione, fatta eccezione per il brano Immagini che lasciano il segno dove Francesco è autore della musica insieme a Gioia Ragozzino. I due singoli Liberi e la titletrack Immagini che lasciano il segno ottengono entrambi il disco d'oro e fa seguito un lunghissimo tour in tutta Italia tra teatri, club e arene. Durerà poco però la collaborazione tra i due perché a settembre 2015, dopo una lite furibonda con il fratello, Francesco deciderà di lasciare la band e di rinunciare al proseguimento del Tour.
ll 18 ottobre 2014 muore a 40 anni l'ex membro Luigi Pulcinelli, che aveva fatto parte del gruppo negli album In continuo movimento e Illusioni parallele. La notizia è stata diffusa tramite Facebook dallo stesso Zampaglione ed Elisa, visibilmente affranti dalla sua scomparsa. La cantautrice in particolare ha speso parole molto profonde nei suoi confronti.
Nel marzo 2015 i Tiromancino offrono al cantante rock Richard Benson un contratto con la loro etichetta INRI, producendo il disco L'inferno dei vivi già preceduto dai singoli I nani e dall'omonimo L'inferno dei vivi. I Tiromancino affermano di voler produrre, con la INRI, non solo cantanti o musicisti, ma tutte le persone che hanno uno stile e un'attitudine riconoscibile e originale, in qualsiasi settore, non solo nel campo musicale.
Il 4 marzo 2016 viene pubblicato il singolo di apertura intitolato Piccoli miracoli, che anticipa l'uscita del loro undicesimo album intitolato Nel respiro del mondo, disponibile sul mercato digitale a partire dall'8 aprile 2016.
Nel 2018 viene pubblicata una nuova versione del brano Due destini, cantata in duetto con Alessandra Amoroso, che anticipa l'uscita del nuovo album Fino a qui, in uscita il 28 settembre 2018, contenente 14 delle canzoni più significative del gruppo, riarraggiate e reinterpretate insieme a vari artisti italiani tra cui Elisa, Tiziano Ferro, Jovanotti, Fabri Fibra e Biagio Antonacci.

### Ho cambiato tante case(2021)
L'8 ottobre 2021 esce l'album Ho cambiato tante case da cui sono estratti i singoli Finché ti va, Cerotti, Er musicista, Domenica e L'odore del mare quest'ultimo in collaborazione con Carmen Consoli.

### Nuovi progetti (2023-presente)
Nel 2023 viene pubblicato il singolo Due rose in collaborazione con Enula.

## Discografia

### Album in studio
- 1992 – Tiromancyno
- 1994 – Insisto
- 1995 – Alone alieno
- 1997 – Rosa spinto
- 2000 – La descrizione di un attimo
- 2002 – In continuo movimento
- 2004 – Illusioni parallele
- 2007 – L'alba di domani
- 2010 – L'essenziale
- 2014 – Indagine su un sentimento
- 2016 – Nel respiro del mondo
- 2018 – Fino a qui
- 2021 – Ho cambiato tante case

### Album dal vivo
- 2008 – Il suono dei chilometri

### Raccolte
- 2005 – 95-05

## Partecipazioni a manifestazioni canore
- Festival di Sanremo (Rai 1)
  - 2000 – 2º posto sezione "Nuove proposte" con Strade, in duetto con Riccardo Sinigallia
  - 2008 – 17º posto sezione "Campioni" con Il rubacuori

## Formazione

### Formazione attuale
- Federico Zampaglione - voce, chitarra, basso (dal 1989)
- Francesco Stoia - basso (dal 2012)
- Marco Pisanelli - batteria (dal 2013)
- Fabio Verdini - piano e tastiere (dal 2015)
- Antonio Marcucci - chitarra (dal 2012)

### Ex componenti
- Lorenzo Feliciati - basso (1989-1994)
- Manlio Belpasso - tastiere (1993-1995)
- Leonardo Cesari - batteria (1989-1995)
- Franco di Luca - tastiere (1989-1995)
- Carlo Martinelli - percussioni (1989-1994)
- Cristiano Grillo - chitarra (1993-1998)
- Laura Arzilli - basso (1994-2001)
- Daniele Iacono - batteria (1995)
- Alessandro Canini - batteria (1995-2001 e 2006-2010)
- Francesco Zampaglione - tastiere (1995-2001 e 2013-2015), chitarra (2007-2010 e 2013-2015) e campionatore (2013-2015)
- Riccardo Sinigallia - campionatore, tastiere, voce (2000-2001)
- Emanuele Brignola - basso (2001-2006 e 2010-2012)
- Piero Monterisi - batteria (2001-2006)
- Andrea Pesce - tastiere (2001-2010)
- Luigi Pulcinelli - campionatore (2002-2006) (deceduto il 18 ottobre 2014)
- Andrea "Mughen" Moscianese - basso (2006-2010)
- Dario Albertini - dubmaster (2010-2014)
- Ivo Parlati - batteria (2010-2013)
- Stefano Cenci - tastiere (2010-2013)